# Ваел Аян
Ваел Аян (араб. وائل عيان, нар. 13 червня 1985, Алеппо) — сирійський футболіст, півзахисник саудівського клубу «Наджран».
Насамперед відомий виступами за клуби «Аль-Іттіхад» (Алеппо) та «Аль-Фейсалі», а також національну збірну Сирії.

## Клубна кар'єра
У дорослому футболі дебютував 2003 року виступами за команду клубу «Аль-Іттіхад» (Алеппо), в якій провів сім сезонів, взявши участь у 154 матчах чемпіонату. Більшість часу, проведеного у складі «Аль-Іттіхада», був основним гравцем команди.
Своєю грою за цю команду привернув увагу представників тренерського штабу саудівського клубу «Аль-Фейсалі», до складу якого приєднався 2010 року. Відіграв за саудівську команду наступні два сезони своєї ігрової кар'єри. Граючи у складі «Аль-Фейсалі» також здебільшого виходив на поле в основному складі команди.
До складу клубу «Наджран» приєднався 2012 року. Наразі встиг відіграти за наджранську команду 16 матчів в національному чемпіонаті.

## Виступи за збірну
У 2005 році дебютував в офіційних матчах у складі національної збірної Сирії. Наразі провів у формі головної команди країни 46 матчів, забивши 1 гол.